# Colquiri (gemeente)
Colquiri is een gemeente (municipio) in de Boliviaanse provincie Inquisivi in het departement La Paz. De gemeente telt naar schatting 20.553 inwoners (2018). De hoofdplaats is Colquiri.